# Zentrifugal (Band)
Zentrifugal (kurz: Z-Fu) war eine deutsche Hip-Hop-Gruppe aus Bremen, die aus Bas Böttcher und DJ Loris Negro bestand.

## Geschichte
Das Duo lernte sich Anfang der 1990er Jahre in Bremen kennen, weil beide auf die gleiche Oberstufe, das Alte Gymnasium in Bremen, gingen. Da sich beide für ältere Vinylschallplatten interessierten, entdeckten sie musikalische Gemeinsamkeiten und schlossen sich zu einem festen Musikduo zusammen.
Beide beschlossen, dass sie nicht dem amerikanischen Rap-Stil folgen, sondern eigenständige, experimentelle Musikwerke zusammenstellen würden. Sie schufen mit diesem Vorgehen eine Grundlage für eine harmonische Mischung aus Straßenkultur und Poesie.
Böttchers Rap-Poesie erinnert an die amerikanische Slam-Poetry. Anfang der neunziger Jahre reiste Bas Böttcher als einer der ersten Slam-Poeten durch Deutschland. Später folgten weltweite Auftritte.
1994 gewann das Duo einen Nachwuchswettbewerb in Bremen, dessen Preis Studioaufnahmen waren. Ihre erste Vinylschallplatte im Singleformat erschien im gleichen Jahr als Independent-Publikation. Sie trägt den Titel Dichtung und Wahrheit und enthält vier Musikstücke. Die Auflage von 1000 Stück wurde auf Konzerten und Hiphop-Jams verkauft.
Ebenfalls 1994 steuerten sie ein Lied für den Nordseite Sampler bei.
1996 erschien mit Poesiealbum das erste, 14 Musikstücke umfassende, Album des Duos bei Indigo.
1998 veröffentlichte Z-Fu den Titel Nachtfahrt auf der Compilation Innenseite.
Für die CD Rosebud Red der Kulturhauptstadt Europas 1999, Weimar, steuerten sie das Musikstück Faust geballt bei. Die CD enthält vertonte Nietzsche- und Goethe-Texte.
Das zweite Zentrifugal-Album erschien Ende 1999 unter dem Titel Tat oder Wahrheit bei Jive Records und enthält eine musikalische Mischung aus Jazz-Elementen, Raggamuffin und Meditationsmusik, gepaart mit poetisch vorgetragenem Rap.
Nach einer großen Tournee durch USA, Kanada, Großbritannien, Irland, Brasilien, Bolivien, Peru, Kolumbien, Mexiko, Frankreich und viele andere Länder trennte sich die Gruppierung im Jahre 2001.

## Diskografie

### Alben
- 1996: Poesiealbum (OP23/Indigo), (2006 Re-Release als Online-Download, Fuego 1425)
- 1999: Tat oder Wahrheit (Jive Records), (2006 Re-Release als Online-Download, Fuego 1437)

### Singles
- 1999: Sommersonne
- 2000: Snex